# 戦果アギャー

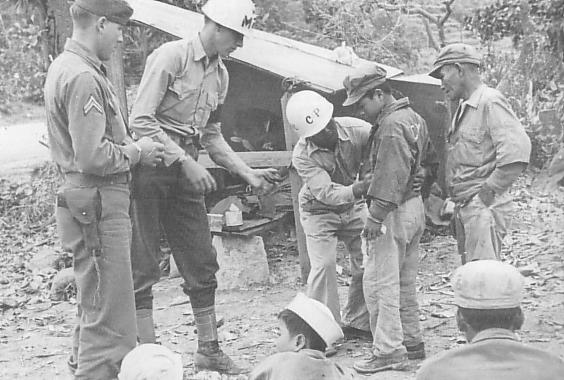
戦果アギヤーを取り締まるアメリカ軍憲兵と民警察

戦果アギヤー（せんかアギヤー）とは、アメリカ統治下時代の沖縄において、米軍基地からの窃盗行為を行う者たちを意味する言葉。「戦果を挙げる者」という意味である。

## 概要
沖縄戦の終結後、生活基盤を失った多くの沖縄住民はアメリカ軍からの配給に頼っていたが、必ずしも十分な質と量の物資が供給されていたわけではなかった。そんな中、アメリカ軍の倉庫に忍び込んで食料を中心とする物資を盗み出したり、軍雇用員が備品などをこっそり持ち出したりすることが横行し、人々はこれを「戦果」と呼んだ。「戦果」は困窮する人々に無償あるいは安価で分け与えられたため、住民から英雄視される例もあったとされる。
米軍当局は警備を強化したものの、民警察（後の琉球警察）は積極的に取り締まらなかったため、略奪行為は徐々に大胆となり、その数も増加の一途を辿った。
戦果アギヤーの一部は後に組織化し、横流しなどの利権を得て沖縄県の暴力団の一勢力を形成していくこととなった。